# Sheila Kelley
Pour les articles homonymes, voir Kelley.
Sheila Kelley, née le 9 octobre 1964 à Greensburg (Pennsylvanie), est une actrice et productrice américaine.
Elle a par ailleurs développé des cours de pole dance dont l'objectif est de redonner confiance aux participantes, mais en se soustrayant au regard masculin ; le documentaire Pole dance : haut les corps ! (2021) est consacré à cela.
Elle a également décroché un rôle dans la série The Good Doctor en tant que Debbie Wexler, épouse d'Aaron Glassman.

## Filmographie

### The Good Doctor ( 2017-2024)
Elle a joué Debbie Wexler, épouse d'Aaron Glassman.
Debbie travaillait dans le café de la cafétéria de l'hôpital où Aaron Glassman était directeur. A l'annonce du cancer de celui ci à Debbie par le Dr Shaun Murphy, ils commencent à discuter et à faire connaissance. Ils se rendent rapidement compte qu'ils ont plein de centres d'intérêts communs. Debbie et Aaron commencent à se fréquenter, durant le début de traitement d'Aaron.

### Comme actrice
- 1987 : Tonight's the Night (TV) : Tanya
- 1987 : Betty Ford, femme de président (The Betty Ford Story) (TV) : Charlotte
- 1988 : Terrorist on Trial: The United States vs. Salim Ajami (TV) : Trish
- 1988 : Les Trois graces et moi (Some Girls) : Irenka D'Arc
- 1989 : Mortal Passions : Adele
- 1989 : Si Dieu le veut (The Fulfillment of Mary Gray) (TV) : Kate
- 1989 : Staying Together : Beth Harper
- 1989 : Breaking In : Carrie aka Fontaine
- 1990 : Les Valeurs du cœur (Where the Heart Is) : Sheryl
- 1986 : La Loi de Los Angeles ("L.A. Law") (série TV) : Gwen Taylor (1990-1993)
- 1991 : Wild Blade : Ginger
- 1991 : Un homme aux abois (The Chase) (TV) : Roxanne
- 1991 : La télé lave plus propre (Soapdish) : Fran
- 1991 : Danger public (Pure Luck) : Valerie Highsmith
- 1992 : Passion Fish : Kim
- 1992 : Singles : Debbie Hunt
- 1993 : Private Debts : Jessie Burdette
- 1993 : So I Married an Axe Murderer : Sherry (photos of ex-girlfriend)
- 1994 : A Passion to Kill : Beth
- 1994 : Mona Must Die : Rachel McSternberg
- 1994 : Belle de nuit (Deconstructing Sarah) (TV) : Sarah Vincent / Ruth
- 1995 : The Secretary (TV) : Deidre Bosnell
- 1991 : Les Sœurs Reed ("Sisters") (série TV) : Dr. Charlotte 'Charley' Bennett Hayes #2 (1995-1996)
- 1996 : Un beau jour (One Fine Day) : Kristen
- 1997 : Santa Fe : Leah Thomas
- 1998 - 1999 : Urgences (série TV) : Coco Robbins
- 1999 : Mind Prey (TV) : Andi Manette
- 2000 : Nurse Betty : Joyce
- 2000 : Dancing at the Blue Iguana : Stormy
- 2001 : The Jennie Project (TV) : Leah Archibald
- 2003 : Les Associés (Matchstick Men) : Kathy
- 2005 : Crazy in Love (Mozart and the Whale) : Janice
- 2010 : Lost : Les Disparus : Zoé
- 2011 : NCIS : Enquêtes spéciales : Victoria Dearing
- 2011 : Gossip Girl : Carol
- 2014 : The Guest d'Adam Wingard
- 2017 : Good Doctor : Debbie Wexler
- 2021 : Turner et Hooch : Dr. Emily Turner

### Comme productrice
- 2000 : Dancing at the Blue Iguana